# بوتس رایلی
ریموند لورنس رالی (انگلیسی: Boots Riley؛ زادهٔ ۱ آوریل ۱۹۷۱) با نام هنری بوتس رایلی رپر، فیلم‌نامه‌نویس، کارگردان فیلم و کنشگر اهل ایالات متحده آمریکا است. اولین تجربه کارگردانی او، فیلم بلند ببخشید مزاحم شما شدم (۲۰۱۸) است که در ژوئیه ۲۰۱۸ اکران شد و منتقدان تحسینش کردند.